# Ewald Gutberlet
Ewald Gutberlet (* 21. Juli 1940 in Winnipeg, Manitoba, Kanada) ist ein ehemaliger deutscher Eishockeyspieler, der unter anderem für den TuS Eintracht Dortmund in der Bundesliga aktiv war. Er wurde im Verlauf seiner Karriere hauptsächlich als Verteidiger, aber mehrere Jahre auch als Stürmer eingesetzt.

## Karriere
Ewald Gutberlet begann seine Karriere beim TuS Eintracht Dortmund, für dessen erste Mannschaft er erstmals in der Saison 1957/58 in der Landesliga aufs Eis ging. In seinem ersten Jahr bei den Senioren feierte die Mannschaft die Landesliga-Meisterschaft und qualifizierte sich damit für die zweitklassige Oberliga. In der Saison 1959/60 folgte der Aufstieg in die Bundesliga. Drei Jahre lang spielte er mit dem TuS in der höchsten deutschen Spielklasse und blieb dem Verein auch nach dem Abstieg im Jahr 1963 erhalten.
Nach dem direkten Wiederaufstieg und einer weiteren Bundesliga-Saison mit Dortmund wechselte Gutberlet zur Spielzeit 1965/66 gemeinsam mit einigen seiner Mannschaftskollegen zum EC Deilinghofen. Er blieb drei Jahre beim ECD und erzielte vier Tore in 43 Spielen. Mit der Mannschaft erreichte er einmal die Aufstiegsrunde, verpasste aber den Einzug in die Bundesliga.
Zur Saison 1968/69 kehrte Gutberlet in seine Heimatstadt zurück, wo er sich dem ERC Westfalen anschloss. Mit der Mannschaft spielte er zunächst in der Regionalliga, nach dem Aufstieg im Jahr 1969 noch zwei Jahre lang in der Oberliga, bevor er seine Karriere vorläufig beendete. Anfang der 1980er Jahre kehrte er für den ERC zurück aufs Eis und unterstützte den inzwischen in die Landesliga abgestiegenen Verein bei der Rückkehr in die Regionalliga.
Nach seiner Spielerkarriere war Gutberlet unternehmerisch tätig. Als Geschäftsführer der TOM Treuhand-Organisation-Marketing GmbH finanzierte er den Bau mehrere Eishallen, unter anderem der Eissportarena Hamm und des Eislaufcenters in Wesel. Nachdem das Unternehmen Insolvenz anmelden musste und die Anleger, nach einer Empfehlung durch den Hartmannbund hauptsächlich Ärzte, mehr als 75 Millionen Mark verloren hatten, bezeichnete das Magazin Der Spiegel den Geschäftsführer als „Finanztrickser“ und warf ihm vor, „die Gelder nach einem Schneeballsystem über 80 verschiedene Konten“ verschoben zu haben.

## Erfolge und Auszeichnungen
- 1958 Landesliga-Meister und Qualifikation für die Oberliga mit dem TuS Eintracht Dortmund
- 1959 Oberliga-Meister und Aufstieg in die Bundesliga mit dem TuS Eintracht Dortmund
- 1964 Oberliga-Meister und Aufstieg in die Bundesliga mit dem TuS Eintracht Dortmund
- 1982 Aufstieg in die Regionalliga mit dem ERC Westfalen Dortmund

## Karrierestatistik
(Legende zur Spielerstatistik: Sp oder GP = absolvierte Spiele; T oder G = erzielte Tore; V oder A = erzielte Assists; Pkt oder Pts = erzielte Scorerpunkte; SM oder PIM = erhaltene Strafminuten; +/− = Plus/Minus-Bilanz; PP = erzielte Überzahltore; SH = erzielte Unterzahltore; GW = erzielte Siegtore; 1 Play-downs/Relegation; Kursiv: Statistik nicht vollständig)